# Sky Georgia
Sky Georgia (ehemals Georgian National Airlines) war eine georgische Fluggesellschaft mit Sitz in Tiflis und Basis auf dem Flughafen Tiflis.

## Geschichte
Im September 1998 wurde das Vorläuferunternehmen Air Bisec gegründet, diese konzentrierte sich zunächst auf Charterflüge in die GUS-Staaten, Kasachstan und Turkmenistan. 2000 wurden internationale Linienflüge aufgenommen. Inzwischen werden auch Westeuropa und die Türkei angeflogen. Zu den Kunden zählte seit einigen Jahren auch die Bundeswehr, die von Sky Georgia militärische Güter transportieren ließ.
2004 wurde das Unternehmen in Georgian National Airlines umbenannt. Logo der Firma war die Flagge Georgiens. Das Seitenleitwerk der Flugzeuge zeigt ein weißes Tatzenkreuz auf rotem Grund.
Am 9. August 2008, nach dem Ausbruch des Kaukasuskrieg (7. bis 16. August 2008), wurde der Georgian National Airlines der Flugverkehr nach Russland verboten. Nach der Krise wurden die Flüge nicht wieder aufgenommen.
Im Oktober 2008 wurde die Fluggesellschaft an den US-Investmentfonds Sky Group verkauft und nahm nach einer zweimonatigen Pause im Dezember 2008 als Sky Georgia wieder den Betrieb auf.
Seit Januar 2011 wurden im offiziellen Flugplan von Sky Georgia keine Linienflüge mehr aufgeführt.

## Flotte

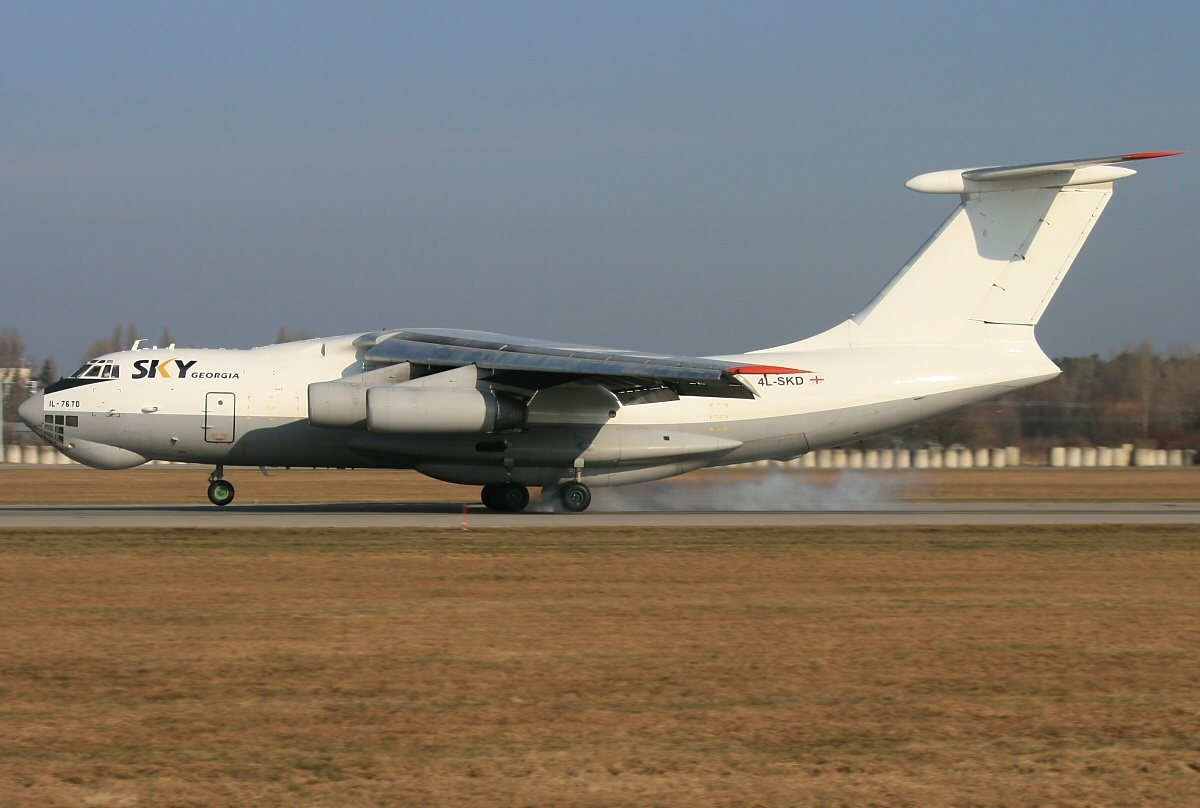
Eine Sky Georgia Ilyushin Il-76 am Flughafen Pardubice, 2011

Zum Zeitpunkt der Betriebseinstellung besaß Sky Georgia keine eigenen Flugzeuge mehr. Zuletzt wurde eine Douglas DC-9-51 betrieben.